# 中國共產黨黨旗黨徽
中国共产党黨旗黨徽是根據《中国共产党章程》第十一章所規定的黨旗黨徽。

## 概要
黨章第五十一條規定：“中国共产党党旗为旗面缀有金黄色党徽图案的红旗。”
黨章第五十二條規定：“中国共产党党徽为镰刀和锤头组成的图案。”
黨章第五十三條規定：“中国共产党的党徽党旗是中国共产党的象征和标志。党的各级组织和每一个党员都要维护党徽党旗的尊严。要按照规定制作和使用党徽党旗。”

## 历史

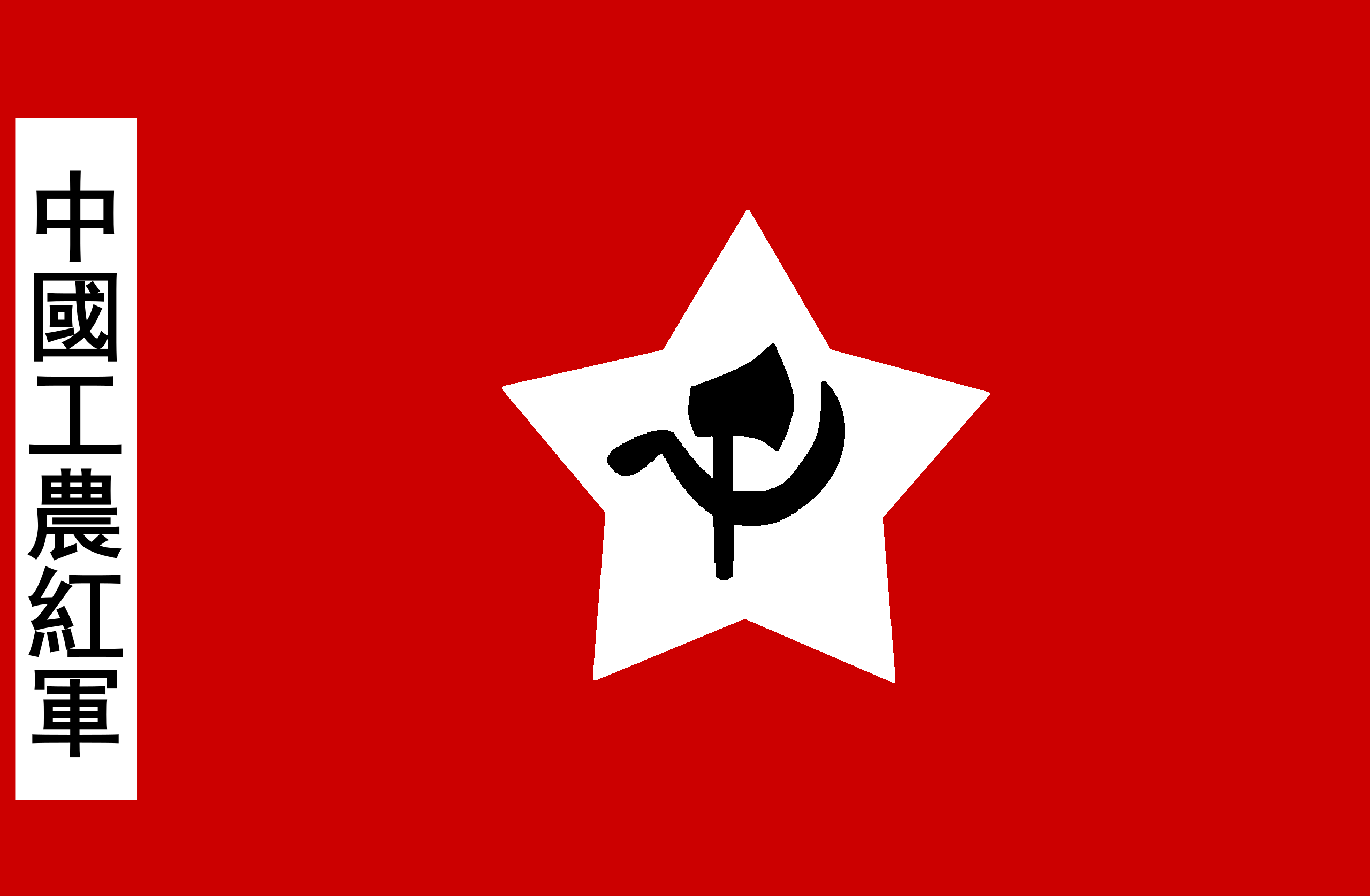
早期的中国工农红军军旗版本之一（使用“镰刀斧头”）

1921年7月，中国共产党成立后，党旗由各级党组织模仿聯共（布）党旗的式样自己制作。在第一次國共合作時期，由於形勢發展的要求，中國共產黨暫時放下了紅旗，一直打著代表國民黨的“青天白日旗”。即使在八一南昌起義中仍是如此。此後使用的各種黨旗具体规格式样不尽相同。于是，在1942年4月28日，中共中央政治局对中国共产党的党旗样式作出决定：“中共党旗样式宽阔为三与二之比，左角上有斧头镰刀，无五角星”，并委托中共中央办公厅制作一批标准党旗，分发各主要机关。这样，中国共产党第一批制式党旗随即在陕甘宁边区延安诞生了。
1949年，正当中共在第二次國共內戰接近取得全面胜利的时候，军委总政治部发布了《关于入党仪式所用党旗尺寸的规定》，其中对党旗的制作定下了暂时规范：“暂规定宽八十厘米，横一百二十厘米之红旗，左上角的中间为黄色镰刀、锤头，其直径为三十厘米。党旗旗杆左套为白色，宽为六点五厘米，亦即旗面横长十八分之一長。旗杆样式与矛头与军旗制法相同。”
同年10月11日，中共中央宣传部函复军委总政治部“同意在党旗未统一规定前按暂行规定之样式试用。”
1951年6月17日，中共中央曾对华东局关于党旗式样的请示予以批复：“在党中央未正式规定出党旗的统一式样以前，在党的三十周年纪念时，各地可按旧例，一律采用红旗加镰刀锤头，不必在旗上加中国共产党等字。”
1982年至1987年间，为了美化镰刀锤子的造型（为了与其它国家的共产党党徽在视觉上有所区别），高层党徽设计者对中共党徽进行了细微的调整，最明显的变化就是“镰刀柄”变成了圆形，但由于当时并没有写入规章制度，所以社会上存在的镰刀锤子党徽形状各式各样。
一直至1996年9月21日，中共中央才正式为中国共产党定下党旗规范。当天中共中央办公厅印发了《中国共产党党旗党徽制作和使用的若干规定》。《规定》指出，“党旗党徽是中国共产党的象征和标志”（第二条）；“中国共产党党旗为旗面缀有金黄色党徽图案的红旗”（第三条）；“党徽为镰刀和锤头组成的图案”（第三条）。《规定》中关于党徽“镰刀”的式样，有一个显著的变化是矩形“刀把”变成了圆形，党徽“镰刀把”的正式有了重大改变，进一步规范了党旗党徽的式样和使用。規定中還提到按照国旗法规定应升挂国旗的场所，一般不同时悬挂党旗。
2002年11月14日，中国共产党第十六次全国代表大会通過了關於《中國共產黨章程（修正案）》的決議，增寫了黨徽黨旗一章，作為第十一章。
2017年7月30日举行的庆祝中国人民解放军建军90周年阅兵行列中，中国共产党党旗领先于中华人民共和国国旗。2019年10月1日举行的庆祝中华人民共和国成立70周年大会阅兵式上，也同样出现党旗领先于国旗的情况。此举被认为违反《中华人民共和国国旗法》第十五条第二款规定：“列队举持国旗和其他旗帜行进时，国旗应当在其他旗帜之前。”不过第十条亦规定：“军事机关、军队营区、军用舰船，按照中央军事委员会的有关规定升挂国旗。”按照法条竞合原则，第十条被官方作为特殊规定适用，亦是党旗领先国旗的主要原因。
2021年6月26日，中共中央印发《中国共产党党徽党旗条例》。条例主要参考《中国共产党党旗党徽制作和使用的若干规定》，并明确了旗徽的色度值。

## 象征含义
中国共产党的党旗党徽是中国共产党的象征和标志。
初期，中国共产党党旗的红色代表革命，黄色象征光明；而镰刀、锤子为工农的劳动工具，则象征中国共产党代表广大人民群众的利益。
自1996年起，中国共产党党旗党徽的含义有了相关的解释：红色象征革命，黄色的锤子、镰刀代表工人和农民的劳动工具，象征着中国共产党是中国工人阶级的先锋队。

## 制作

### 规格
中共中央办公厅于1996年9月21日印发的《中国共产党党旗党徽制作和使用的若干规定》规定党旗、党徽的制法如下：（中共中央于2021年6月26日印发的《中国共产党党徽党旗条例》规定相同）

#### 中国共产党党旗制作方法
1. 旗面长宽之比为3∶2，旗面左上方1/4部分缀党徽图案。
2. 画旗面长与宽中线将旗分成4等分的长方形，左上方长方形内划出横18竖12等分的小方格。党徽图案切于8×8小方格的正方形内，正方形的上部与旗上边空3格，左侧与旗左边空4格。
3. 旗杆套为白色。

#### 中国共产党党徽制作方法
1. 将一正方形分为32等分，分格线条编号为横向1～33，竖向1'～33'。画出对角线AC、BD。
2. 锤头的画法：连接E(29、33')、F(33、29')，并从E、F两点作AC的平行线，构成锤把。从G点(8、9　18'、19'的中点)作BD的平行线至H(19、20　7'、8'的中点)，从G、H两点分别作AC的平行线至I(4、14')、J(17、5')，从I点作BD的平行线，以K点(13、14中点　1')为圆心、KJ为半径画弧交于L点，构成锤头。
3. 镰刀的画法：以M点(17、17')为圆心、MN(N点为17、1')为半径画弧⌒NO(O点为17、33')；以P点(17、15')为圆心、PO为半径画弧，与HG的延长线交于Q点；以R点(11　16'、17'中点)为圆心、RN为半径画弧，与通过R点的水平线交于S点；以T点(16、17　16'、17'的中点)为圆心、TS为半径画弧，与通过T点的垂直线交于U点；以V点(16、17中点　11')为圆心、VU为半径画弧，与HG的延长线交于W，构成镰刀。以X点(3、4　30'、31'的中点)为圆心作圆与AB、BC线相切，从Y点(6、30')、Z点(4、28')分别作直线平行于BD，构成镰刀把。
- 中国共产党党徽制法图示（党旗的左上四分之一部分）
- 中国共产党党徽制法图案

### 尺寸
《中国共产党党旗党徽制作和使用的若干规定》规定了党旗的五种通用规格，分别为：(一)长288厘米，宽192厘米；(二)长240厘米，宽160厘米；(三)长192厘米，宽128厘米；(四)长144厘米，宽96厘米；(五)长96厘米，宽64厘米。
《中国共产党党徽党旗条例》规定了党徽直径的3种通用尺度，分别为：（一）100厘米；（二）80厘米；（三）60厘米。

### 颜色
《中国共产党党徽党旗条例》第五条规定了党徽图案颜色，党徽图案一般使用金黄色或者红色。
根据《中国共产党党徽党旗条例》附件 中国共产党党徽制法说明和中国共产党党旗制法说明，党徽党旗图案标准版本的色彩如下：
|          | 党旗 红色 | 党旗 黄色 | 党徽 红色 | 党徽 黄色  |
| -------- | --------- | --------- | --------- | ---------- |
| RGB      | 238/28/37 | 255/255/0 | 237/44/37 | 253/207/48 |
| 十六进制 | #ee1c25ff | #ffff00ff | #ed2c25ff | #fdcf30ff  |

## 使用
中国共产党的党徽和党旗是该党的象征和标志，其使用场合和方式有明确规定，以维护其尊严和规范性。
党徽一般情况下会在党的重要会议，如召开党的全国代表大会、地方各级代表大会、代表会议，以及中央和地方委员会全体会议时在显著位置悬挂。此外，党的机关和组织，主要是党的中央和地方各级委员会及其工作部门、派出代表机关及其工作部门、纪律检查机关、党组、基层组织的印章（印模）中，均要求刻有党徽图案。 
党旗通常在举行新党员入党宣誓仪式或组织党员重温入党誓词和重大党内活动（如在党内举行重大庆祝、纪念活动等）时要求悬挂，且党的中央和地方各级委员会及其工作部门、派出代表机关及其工作部门、纪律检查机关、党组的会议室等会议场所亦要求悬挂党旗（但根据国旗法规定应升挂国旗的场所则一般不同时悬挂党旗） 。

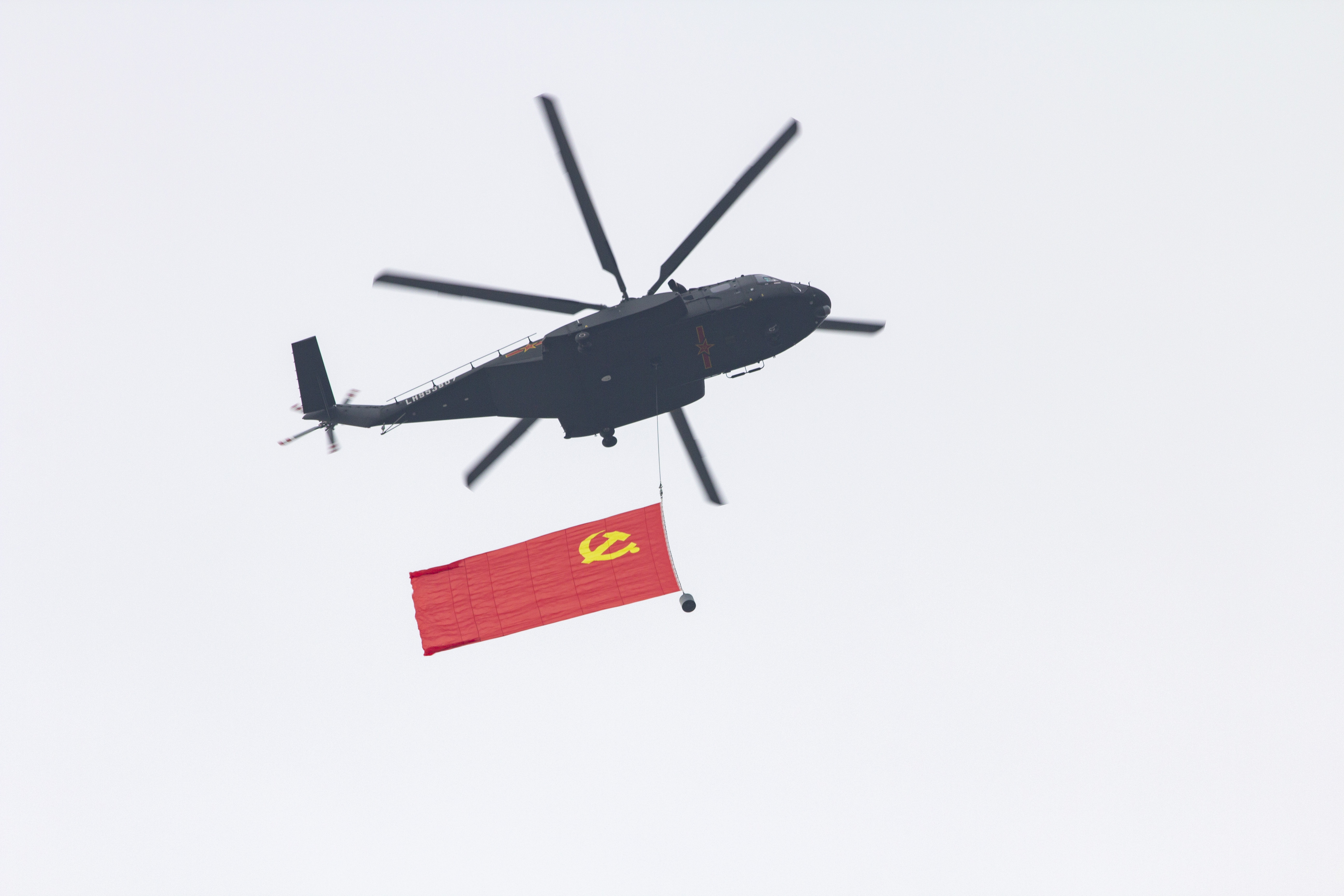
建党百年之际，直-8L携带党旗飞跃首都北京。
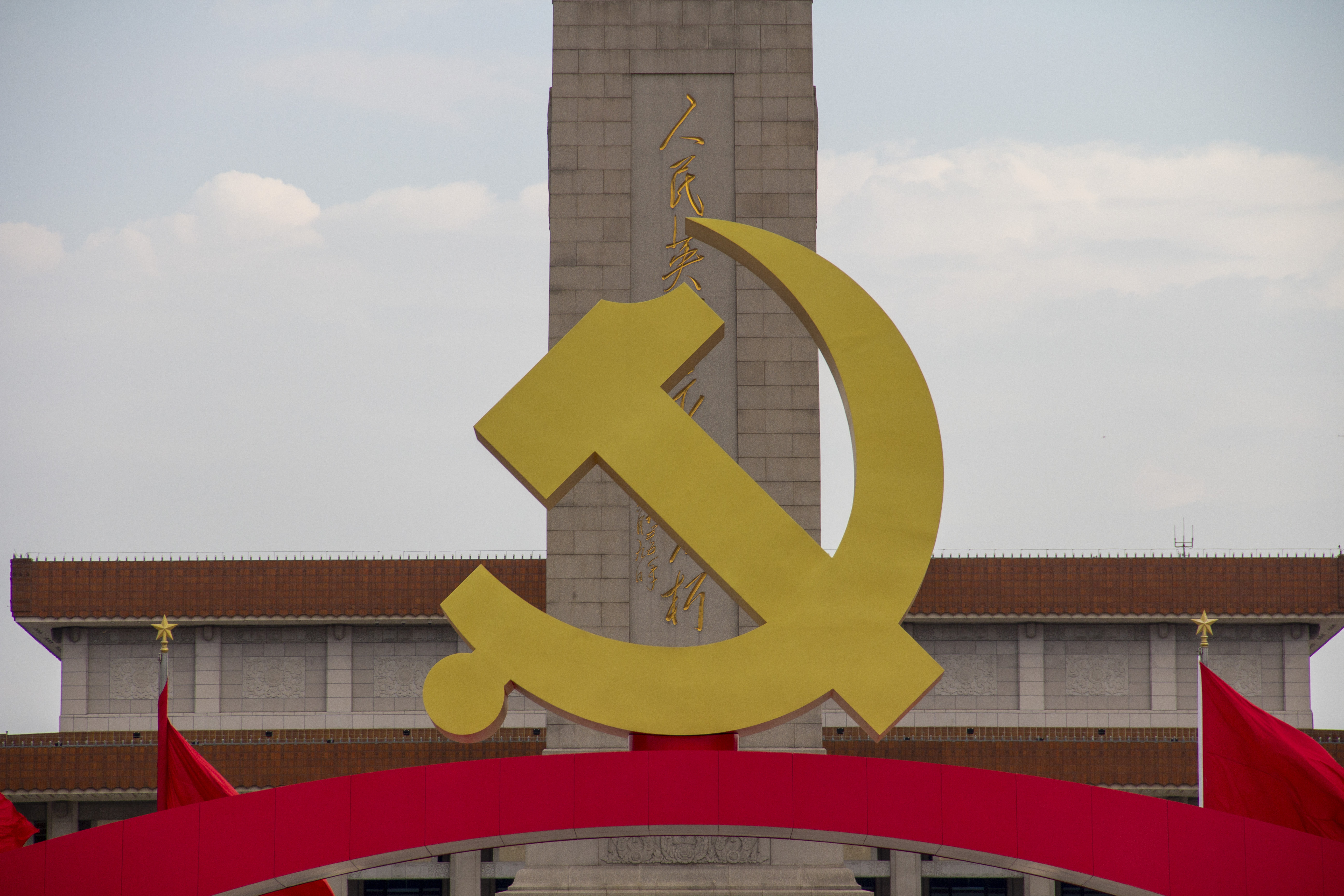
建党百年之际，天安门广场人民英雄纪念碑前的党徽。

## 相关旗帜

### 党旗
- 越南共产党
- 老挝人民革命党
- 缅甸共产党
- 印度尼西亚共产党
- 泰国共产党
- 臺灣民主共產黨
- 菲律宾共产党
- 马来西亚共产党
- 摩尔多瓦共和国共产党
- 尼泊尔共产党 (毛主义)
- 尼泊尔共产党（联合马列）
- 印度共产党
- 印度共产党（马克思主义）
- 不丹共产党 (马列毛)
- 孟加拉国共产党
- 人民解放阵线
- 葡萄牙共产党
- 不列颠共产党
- 智利共产党
- 巴西共产党

### 其他旗帜
- 中华苏维埃共和国军旗，也作为第一次国共内战时期中共党旗使用
- 中华苏维埃共和国国旗
- 中央苏区使用的旗帜，曾作为中共党旗使用
- 瓊崖蘇維埃政府旗幟
- 中國工農紅軍軍旗
- 中华人民共和国国旗图案初稿
- 中华人民共和国国旗图案决定稿

## 相关徽章

### 黨徽
- 越南共产党
- 老挝人民革命党
- 丹麦共产党
- 俄罗斯联邦共产党
- 葡萄牙共产党
- 西班牙共产党
- 意大利共产党
- 希腊共产党

### 其他徽章
- 中国共产党党员徽章图样
- 中华苏维埃共和国国徽
- 中华人民共和国国家安全部徽章